# Коханець напрокат
«Коханець напрокат» (фр. 20 ans d'écart) — французька комедія режисера Давида Моро, прем'єра якої відбулася у 2013 році.

## Сюжет
Аліса Лантенс (Вірджинія Ефіра) працює редактором у команді престижного глянцевого журналу, у неї є дочка і немає хлопця. Але життя продовжується до тих пір, поки головний редактор не говорить, що на місце Аліси у нього є кандидатура трохи краща. Мовляв, жінка стала, як би це сказати, прісною.
Коли починаються проблеми з кар'єрою, це будь-кого може вибити з колії. Тепер перед героїнею стоїть завдання, повернути собі місце, у чому їй допоможе те, що в неї закохується той самий юний Бальтазар (П'єр Ніні). Цей невеликий скандал підіймає жінку в очах керівництва, але разом з тим, виникає питання, як бути, якщо хлопчина закохався і у нього тепер є серйозні наміри, які його батько тільки підтримує?.

## Знімальний процес
Знімальним процесом комедії керував режисер Давид Моро, який також разом з Амро Гамзаві став співавтором сценарію до фільму. Більшу частину сцен знімали на вулицях Парижа. Світова прем'єра відбулася 6 березня 2013 у Франції.
Французи та бельгійці добре зустріли комедію, яка зайняла в цих країнах друге місце за касовими зборами після кінокартини режисера Квентіна Тарантіно «Джанго вільний».
Оригінальна назва фільму «20 ans d'écart», що в перекладі з французької означає «Різниця на 20 років», в Україні комедія вийшла в прокат 25 липня 2013 року під назвою «Коханець напрокат».

## Актори
| Актор             | Роль             |
| ----------------- | ---------------- |
| Вірджинія Ефіра   | Аліса Лантенс    |
| П'єр Ніні         | Бальтазар Апфель |
| Шарль Берлінґ     | Люк Апфель       |
| Жиль Коен         | Вінсент Хан      |
| Амелі Ґленн       | Ліса Дюшен       |
| Каміла Джепі      | Елізабет Лантенс |
| Мікаель Абітбуль  | Саймон           |
| Женна Азулай      | Зої              |
| Луі-До де Ланкесе | Джуліан          |
| Каміль Пелісье    | Поліна           |
| Каміль Шалон      | Фанні            |
| Од Пепін          | Флора            |
| Софі-Марі Лерру   | Клементина       |
| Хлоя Марк         | Шарлотта         |
| П'єр Горсанд      | Стефан           |
| Ерве-П'єр Гюстав  | Клод Малле       |

## Український дубляж
Українською мовою фільм дубльовано студією «AAA-sound» на замовлення компанії «Вольга Україна» у 2013 році.
- Режисер дубляжу — Олександр Єфімов

Ролі дублювали: Олена Узлюк, Андрій Федінчик, Ірина Грей, Андрій Альохін, Юлія Перенчук, Ярослав Чорненький, Олена Яблучна, Анатолій Зіновенко, Юрій Ребрик, Анастасія Зіновенко, Дмитро Завадський, Олександр Єфімов